# Richard Montgomery (Mathematiker)
Richard Harford Montgomery ist ein britischer Mathematiker.

## Leben
Montgomery studierte an der University of Cambridge, wo er 2015 bei Andrew Thomason mit einer Arbeit über Minors and Spanning Trees in Graphs promoviert wurde. Er war 2015 Postdoctoral Fellow an der University of Birmingham und von 2015 bis 2019 Junior Research Fellow am Trinity College. An der University of Birmingham war er von 2018 bis 2020 Fellow, von 2020 bis 2021 Senior Fellow und von 2021 bis 2022 Reader für Kombinatorik. Seit 2022 ist er Associate Professor an der University of Warwick.
Er arbeitet über Teilgraphen und Zerlegungen in Graphen und Zufallsgraphen. Mit Pokrovskiy und Sudakov bewies er für große {\displaystyle n} die Ringel-Kotzig-Vermutung, dass jeder Baum mit {\displaystyle n} Kanten {\displaystyle (2n+1)}-mal in den vollständigen Graphen {\displaystyle K_{2n+1}} gepackt werden kann. Ebenfalls mit Pokrovskiy und Sudakov bewies er Sätze über Zerlegungen gefärbter vollständig bipartiter Graphen in Regenbogengraphen, was äquivalent zu einer Zerlegbarkeit lateinischer Quadrate in Transversalen ist. Mit Hong Liu löste er das odd cycle problem von Erdős und Hajnal, wonach es zu einem Graphen der chromatischen Zahl {\displaystyle k} und {\displaystyle \epsilon >0} ein {\displaystyle l\in \mathbb {N} } gibt, so dass jede ungerade Zahl in {\displaystyle \left[l,lk^{1-\epsilon }\right]} als Länge eines Zyklus im Graphen vorkommt.

## Auszeichnungen
Gemeinsam mit Alexey Pokrovskiy erhielt er 2019 den European Prize in Combinatorics für ihre „deep contributions to extremal and probabilistic combinatorics“ (tiefgreifenden Beiträge zur extremalen und probabilistischen Kombinatorik).
2020 wurde er mit dem Philip Leverhulme Prize ausgezeichnet.
Er erhielt 2024 den renommierten EMS-Preis für die „solution of the Ringel tree packing conjecture, development of distributive absorption techniques with applications to graph embedding problems, and resolution of several classical conjectures of Erdős and others on cycle lengths in sparse graphs using the novel machinery of sublinear expanders“ (Lösung der Vermutung von Ringel über Packungen von Bäumen, Entwicklung distributiver Absorptionstechniken mit Anwendungen auf Einbettungsprobleme für Graphen, und die Lösung verschiedener klassischer Vermutungen von Erdős und anderen über Kreise ungerader Länge in dünn besetzten Graphen unter Benutzung der neuen Maschinerie sublinearer Expander-Graphen).
Montgomery erhielt 2025 einen Whitehead-Preis der London Mathematical Society.

## Schriften (Auswahl)
- mit A. Pokrovskiy, B. Sudakov: Decompositions into spanning rainbow structures. Proc. Lond. Math. Soc. (3) 119, No. 4, 899–959 (2019).
- mit A. Pokrovskiy, B. Sudakov: A proof of Ringel’s conjecture. Geom. Funct. Anal. 31, No. 3, 663–720 (2021).
- mit H. Liu: A solution to Erdős and Hajnal’s odd cycle problem. J. Am. Math. Soc. 36, No. 4, 1191–1234 (2023).